# Jagdfliegerführer 1
Jagdfliegerführer 1 fazia parte da Luftflotte 2, um dos principais corpos da Luftwaffe na Segunda Guerra Mundial. Foi formado em 21 de dezembro de 1939 em Jever. O Jagdfliegerführer 1 foi redesenhado Jagdfliegerführer Mitte em 1 de abril de 1941. A sede estava localizada em Jever mas, a partir de julho de 1940, passou a ser em Stade. No dia 1 de fevereiro de 1942, foi dissolvida.

## Comandantes
- General Theo Osterkamp, 22 de julho de 1940 a 31 de dezembro de 1940[3]
- Major-general Eitel-Friedrich Roediger von Manteuffel, 1 de abril de 1941 a 30 de setembro de 1941[3]
- Kurt-Bertram von Döring, 1 de outubro de 1941 a 31 de janeiro de 1942[3]